# Shahrestān di Rostam
Lo shahrestān di Rostam (farsi شهرستان رستم) è uno dei 29 shahrestān della provincia di Fars, in Iran. Il capoluogo è Mosiri. Lo shahrestān è suddiviso in due circoscrizioni (bakhsh): Centrale e Sorna.  
Precedentemente era una circoscrizione dello shahrestān di Mamasani.